# 샌제이즈 슈퍼 팀
샌제이즈 슈퍼 팀(Os Herois de Sanjay, Sanjay's Super Team)은 미국에서 제작된 샌제이 파텔 감독의 2015년 애니메이션 영화이다.
픽사 애니메이션 스튜디오가 제작한 단편 영화이다. 2015년 6월 15일 프랑스 안시 국제 애니메이션 영화제에서 초연되었다. 2015년 11월 25일 픽사의 굿 다이노의 극장 개봉과 함께했다.